# Mathias Seger
Mathias Seger (* 17. Dezember 1977 in Flawil) ist ein ehemaliger Schweizer Eishockeyspieler. Von der Saison 1999/2000 bis zur Saison 2017/18 spielte er bei den ZSC Lions in der National League A auf der Position des Verteidigers.

## Karriere

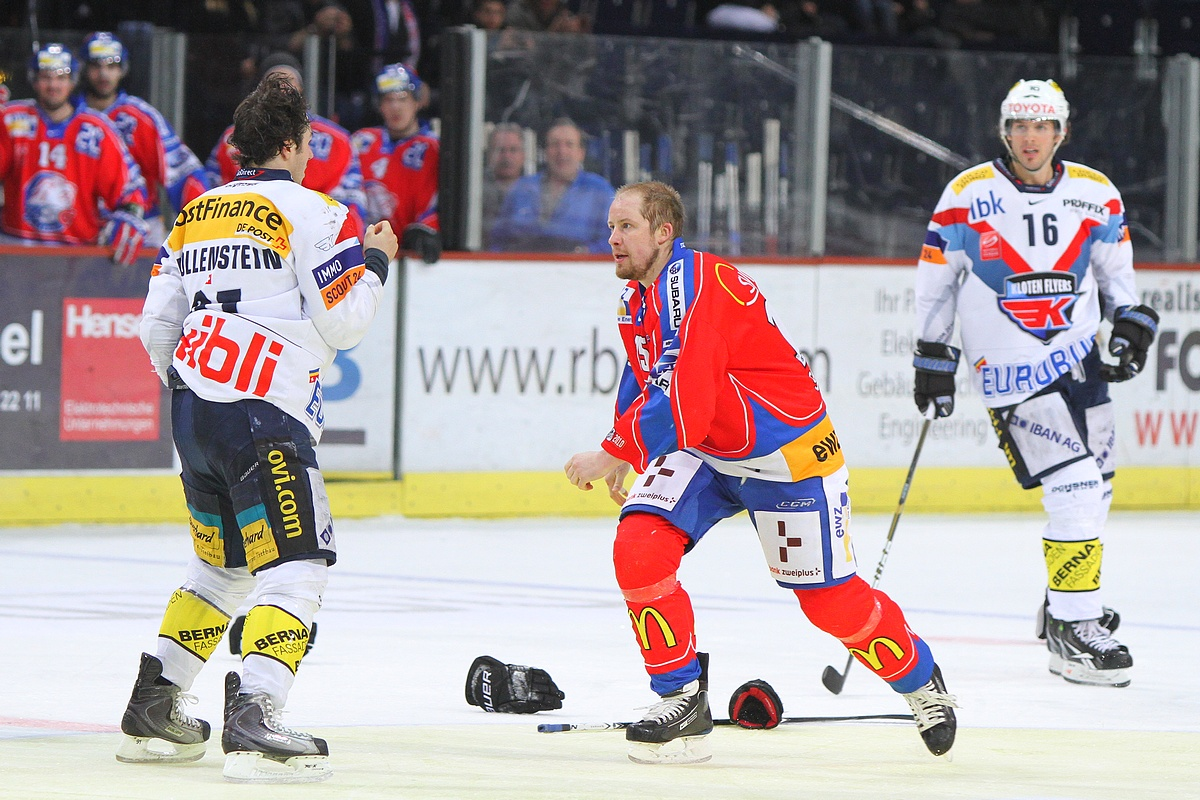
Mathias Seger (Mitte) im Duell mit Denis Hollenstein

Seger begann seine Karriere beim EHC Uzwil, bevor er zwischen 1996 und 1999 für den SC Rapperswil-Jona in der Nationalliga A spielte. Sein NLA-Debüt gab er 1996; in seiner Premierensaison bildete er ein Verteidigerpaar mit dem Finnen Kari Martikainen. Anschliessend belegte er bei der Wahl des besten Neulings den dritten Platz. Seit 1999 ist er Stammspieler bei den ZSC Lions, mit denen er 2000, 2001, 2008, 2012, 2014 und 2018 Schweizer Meister wurde sowie zwei Mal den IIHF Continental Cup gewann (2000 und 2002). Des Weiteren gewann Seger mit seiner Mannschaft 2009 die Champions Hockey League.
Seger übernahm zur Saison 2005/06 als Nachfolger von Mark Streit das Kapitänsamt bei den ZSC Lions. In der Saison 2009/10 erzielte er insgesamt 51 Scorerpunkte in 48 Partien der Qualifikation, dies bedeutete den Karrierebestwert für den Schweizer Nationalspieler. Die darauffolgende Spielzeit 2010/11 verlief nicht wunschgemäss mit einem Plus/Minus-Wert von −25 über die gesamte Saison gesehen, was den schlechtesten Wert im Team der Stadtzürcher bedeutete. Den Start in die Saison 2011/12 verpasste Seger aufgrund eines Jochbeinbruchs, den er sich durch einen Faustschlag des SCB-Spielers Johann Morant zugezogen hatte. In der Playoff-Finalserie gegen den SC Bern erzielte er in der Verlängerung des fünften Spiels den Siegtreffer für die ZSC Lions, welche die Serie gegen die Berner nach einem 1:3-Rückstand mit 4:3 gewannen. Sein Vertragsverhältnis mit den Zürchern wurde bis zum Saisonende 2016/17 verlängert. Am 30. September 2016 absolvierte er sein 1079. NLA-Spiel und wurde somit neuer Rekordhalter.
Unmittelbar nach dem Gewinn des Meistertitels mit den ZSC Lions im Frühjahr 2018 beendete er seine Spielerlaufbahn. Die Aargauer Zeitung bezeichnete ihn anlässlich des Abschieds als «ein Unikum im besten Sinne, einer der grössten Schweizer Hockey-Spieler».
Seger galt als Offensivverteidiger, welcher auf dem Eis eine Führungsrolle übernahm, und wurde allgemein als Schlüsselspieler der ZSC Lions angesehen.
Seine Trikotnummer 15 wurde nach dem Ende seiner Karriere durch die ZSC Lions gesperrt.
Zwischen Januar und April 2019 war er Assistenztrainer von Arno Del Curto beim ZSC.
Im Jahre 2020 wurde Seger in die IIHF Hall of Fame gewählt.

### International
Mathias Seger war langjähriges Mitglied der Schweizer Eishockeynationalmannschaft und ist mit 305 Einsätzen (Stand: 1. Oktober 2016) Rekordnationalspieler der Schweiz. Dabei erzielte er 16 Tore und 49 Torvorlagen. Ausserdem erhielt er 276 Strafminuten. Der Verteidiger stand bei 16 Weltmeisterschaften auf dem Eis und hielt damit den Weltrekord für die Anzahl von Weltmeisterschaftsteilnahmen.
Er nahm für sein Heimatland an folgenden Turnieren teil:
- Junioren-Europameisterschaft 1995
- Junioren-Weltmeisterschaft 1996 und 1997
- Weltmeisterschaft der Herren 1998, 1999, 2000, 2001, 2002, 2003, 2004, 2005, 2006, 2008, 2009, 2010, 2011, 2012, 2013 und 2014
- Olympische Winterspiele 2002, 2006, 2010 und 2014

## Erfolge und Auszeichnungen
| - 1999 Bester Schweizer Verteidiger in der Nationalliga A - 2000, 2001, 2008, 2012, 2014, 2018 Schweizer Meister mit den ZSC Lions - 2001, 2002, IIHF Continental-Cup-Gewinn mit den ZSC Lions - 2002, 2005, 2015 Vize Schweizer Meister mit den ZSC Lions - 2009 Champions-Hockey-League-Sieger mit den ZSC Lions - 2009 Victoria-Cup-Gewinn mit den ZSC Lions - 2016 Schweizer Cup Sieger mit den ZSC Lions |

### International
- 2013 Silbermedaille bei der Weltmeisterschaft
- 2020 Aufnahme in die IIHF Hall of Fame

## Karrierestatistik

### International
Vertrat die Schweiz bei:
| - U18-Junioren-Europameisterschaft 1995 - U20-Junioren-Weltmeisterschaft 1996 - U20-Junioren-Weltmeisterschaft 1997 - Weltmeisterschaft 1998 - Weltmeisterschaft 1999 - Weltmeisterschaft 2000 - Weltmeisterschaft 2001 - Olympische Spiele 2002 - Weltmeisterschaft 2002 - Weltmeisterschaft 2003 - Weltmeisterschaft 2004 - Weltmeisterschaft 2005 | - Olympische Spiele 2006 - Weltmeisterschaft 2006 - Weltmeisterschaft 2008 - Weltmeisterschaft 2009 - Olympische Spiele 2010 - Weltmeisterschaft 2010 - Weltmeisterschaft 2011 - Weltmeisterschaft 2012 - Weltmeisterschaft 2013 - Olympische Spiele 2014 - Weltmeisterschaft 2014 |

(Legende zur Spielerstatistik: Sp oder GP = absolvierte Spiele; T oder G = erzielte Tore; V oder A = erzielte Assists; Pkt oder Pts = erzielte Scorerpunkte; SM oder PIM = erhaltene Strafminuten; +/− = Plus/Minus-Bilanz; PP = erzielte Überzahltore; SH = erzielte Unterzahltore; GW = erzielte Siegtore; 1 Play-downs/Relegation; Kursiv: Statistik nicht vollständig)